# Haferbrei

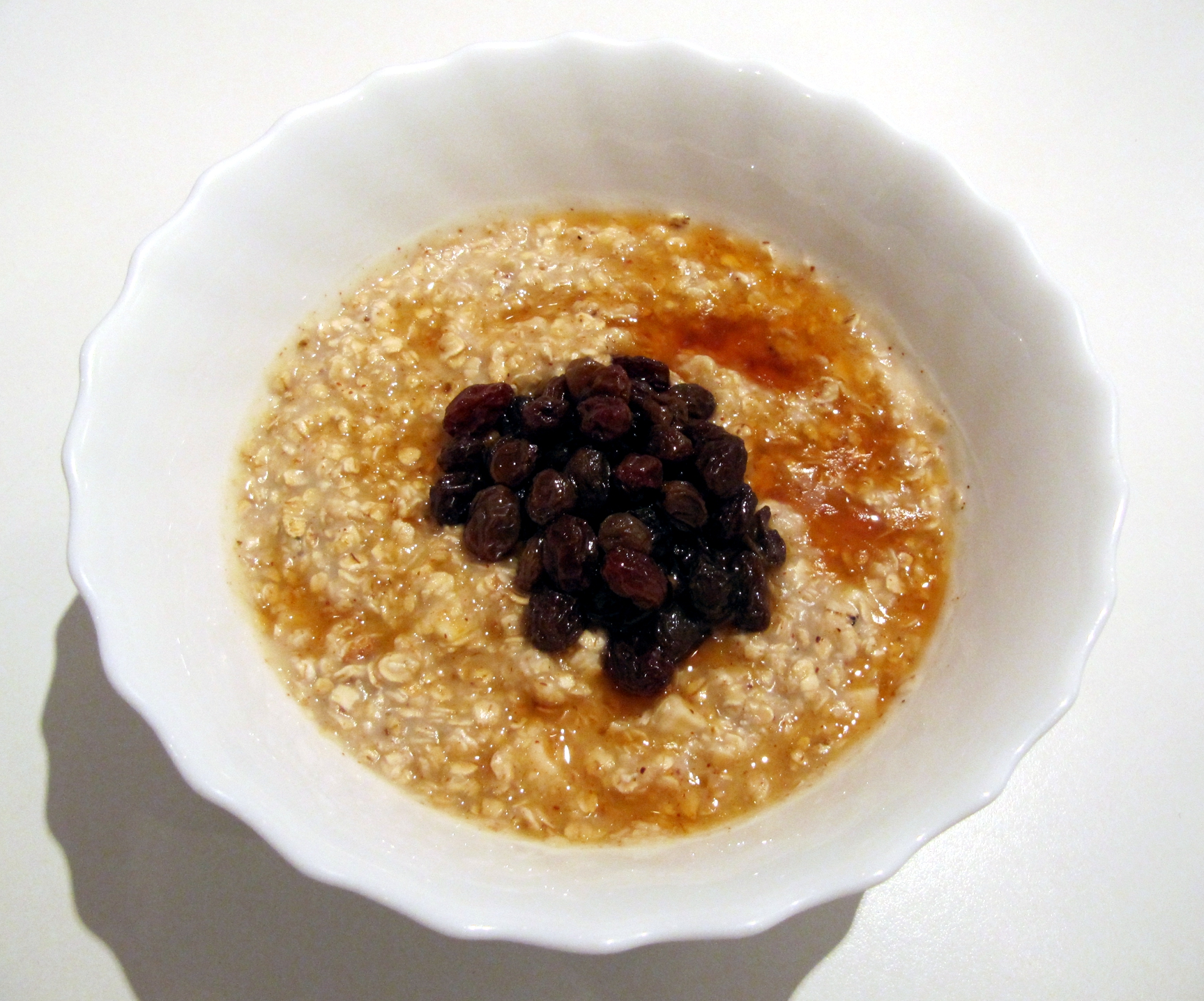
Mit Wasser gekochter Porridge mit Apfelstücken und garniert mit eingelegten Rosinen

Haferbrei, auch Porridge (Anhörenⓘ) [ˈpɒrɪdʒ] (engl. für „Brei“) oder Oatmeal (Anhörenⓘ) [ˈəʊt.miːl] (US-amerik. für „Haferschrot“), ist ein Getreidebrei (Grütze), der aus Haferflocken, Haferschrot, Hafergrütze oder Hafermehl sowie Wasser und/oder Milch zubereitet wird. Hafersuppe ist die verdünnte Variante; Haferschleim ist der nach dem Kochen von Haferflocken abgeseihte Schleim.

## Zubereitung
Die Haferflocken, die Hafergrütze oder das Haferschrot werden in Wasser und/oder Milch so lange gekocht, bis sich eine cremige Konsistenz ergibt. Hierin liegt der wesentliche Unterschied zum Müsli, in dem die Haferflocken lediglich eingeweicht werden. Häufig wird Porridge mit Sahne, Joghurt, Zucker, Honig oder auch mit Salz verfeinert. Je nach Geschmack können zum Beispiel auch Äpfel und Rosinen mitgekocht oder weitere Zutaten nach dem Kochen zugefügt werden (zum Beispiel Obst wie Bananen, Kirschen oder Blaubeeren oder auch  Ahornsirup, Nüsse, Zimt usw.).
Von der Nahrungsmittelindustrie werden Instant-Gerichte in der Art des Haferbreis angeboten. Diese zerkleinerten und ausgewalzten Haferflocken, auch als Schmelzflocken bezeichnet, lösen sich beim Einrühren in Flüssigkeiten schnell auf, erfordern also (im Gegensatz zu unbehandelten Haferflocken) kein Aufkochen. Instant-Haferflocken gibt es in verschiedenen Geschmacksrichtungen, wie zum Beispiel mit Rosinen, Nüssen oder mit Zimt und Zucker.

## Vereinigtes Königreich

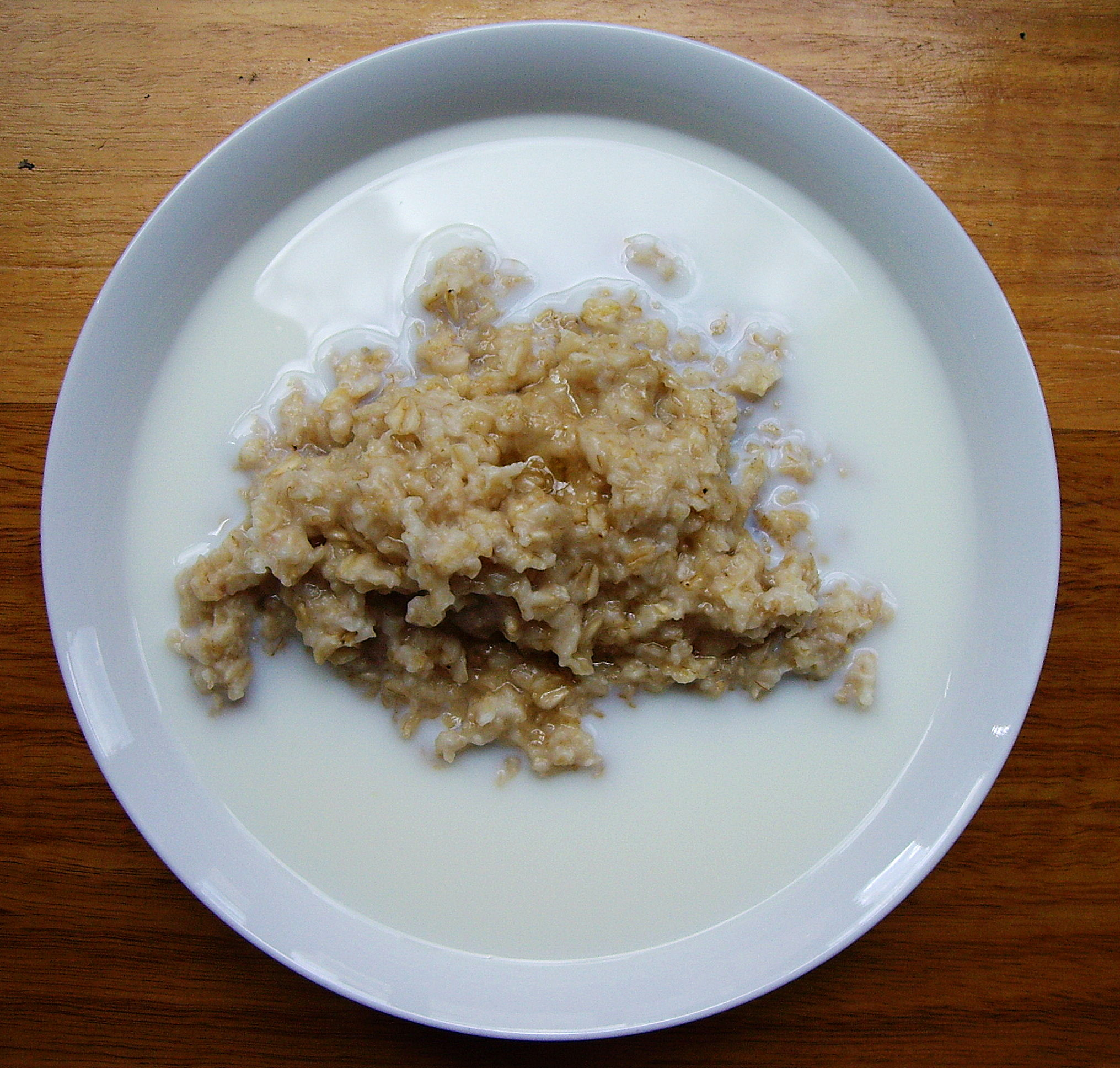
Porridge mit Milch

Im Vereinigten Königreich und in anderen Ländern wird Porridge als warme Frühstücksmahlzeit verzehrt; früher war es in Arbeiterfamilien auch als Mittag- oder Abendessen üblich. Das Gericht stammt aus Schottland: In den Highlands heißt es auf Schottisch-Gälisch brochan. Früher war es unüblich, dem Porridge etwas hinzuzufügen, stattdessen stellte man kalte Milch, Sahne oder Buttermilch als Tunke auf den Tisch und tauchte den vollen Löffel dort ein.
Heute wird Porridge üblicherweise pur gereicht mit separaten Zutaten zum Süßen, beispielsweise Ahornsirup oder braunem Zucker; in Schottland wird Porridge auch herzhaft gesalzen serviert.